# Discographie de Kylie Minogue
Cet article présente la discographie de la chanteuse australienne Kylie Minogue.

## Albums

### Albums studio
| Album                                        | Classements                                                            | Classements | Classements | Classements | Classements | Classements | Classements | Classements | Classements | Classements | Classements | Classements | Classements | Classements | Classements | Classements | Certifications                                                        |
| Album                                        | AUS                                                                    | N-Z         | R-U         | IRL         | FRA         | ESP         | ITA         | SUI         | BE/W        | BE/F        | P-B         | ALL         | AUT         | SUE         | É-U         | CAN         | Certifications                                                        |
| -------------------------------------------- | ---------------------------------------------------------------------- | ----------- | ----------- | ----------- | ----------- | ----------- | ----------- | ----------- | ----------- | ----------- | ----------- | ----------- | ----------- | ----------- | ----------- | ----------- | --------------------------------------------------------------------- |
| Kylie - Label : PWL                          | 2                                                                      | 1           | 1           | N/D         | 19          | 45          | —           | 7           | N/D         | N/D         | 42          | 8           | 15          | 22          | 53          | 10          | 4 × Platine · 6 × Platine · Platine · Or · Or                         |
| Enjoy Yourself - Label : PWL                 | 9                                                                      | 6           | 1           | 1           | 24          | 16          | —           | 13          | N/D         | N/D         | 50          | 33          | —           | 33          | —           | —           | Platine · 4 × Platine · Or                                            |
| Rhythm of Love - Label : PWL                 | 10                                                                     | 36          | 9           | 2           | 25          | 26          | —           | —           | N/D         | N/D         | 76          | —           | —           | 44          | —           | —           | Platine · Or                                                          |
| Let's Get to It - Label : PWL                | 13                                                                     | —           | 15          | N/D         | —           | —           | —           | —           | N/D         | N/D         | —           | —           | —           | —           | —           | —           | Or                                                                    |
| Kylie Minogue - Label : Deconstruction       | 3                                                                      | —           | 4           | N/D         | —           | —           | —           | 33          | N/D         | N/D         | —           | —           | —           | 39          | —           | —           | Or · Or                                                               |
| Impossible Princess - Label : Deconstruction | 3                                                                      | —           | 5           | N/D         | —           | 25          | —           | 55          | 32          | 57          | —           | 25          | —           | —           | —           | —           | Platine                                                               |
| Light Years - Label : Parlophone             | 1                                                                      | 8           | 2           | 13          | 50          | —           | —           | 28          | —           | 44          | 71          | 35          | —           | 25          | —           | —           | 4 × Platine · Platine                                                 |
| Fever - Label : Parlophone                   | 1                                                                      | 3           | 1           | 1           | 21          | 9           | 6           | 3           | 12          | 14          | 7           | 1           | 1           | 10          | 3           | 10          | 7 × Platine · 5 × Platine · Platine · Platine · Platine · 2 × Platine |
| Body Language - Label : Parlophone           | 2                                                                      | 23          | 6           | 19          | 31          | 28          | 47          | 8           | 33          | 10          | 19          | 11          | 23          | 20          | 42          | —           | 2 × Platine · Platine                                                 |
| X - Label : Parlophone                       | 1                                                                      | 38          | 4           | 14          | 19          | 28          | 36          | 9           | 23          | 26          | 29          | 15          | 16          | 28          | 139         | —           | Platine · Platine · Or                                                |
| Aphrodite - Label : Parlophone               | 2                                                                      | 11          | 1           | 5           | 3           | 2           | 9           | 2           | 3           | 4           | 4           | 3           | 3           | 9           | 19          | 8           | Platine · Platine                                                     |
| Kiss Me Once - Label : Parlophone            | 1                                                                      | 13          | 2           | 4           | 10          | 9           | 13          | 8           | 13          | 10          | 10          | 9           | 16          | —           | 31          | 15          | Argent                                                                |
| Golden - Label : BMG                         | 1                                                                      | 16          | 1           | 2           | 33          | 8           | 14          | 4           | 12          | 4           | 18          | 3           | 5           | 38          | 64          | 33          | Or                                                                    |
| Disco - Label : BMG                          | 1                                                                      | 9           | 1           | 4           | 8           | 8           | 29          | 4           | 10          | 6           | 11          | 3           | 7           | 15          | 26          | 17          | Or                                                                    |
| Tension - Label : BMG                        | 1                                                                      | 5           | 1           | 2           | 5           | 2           | 12          | 2           | 1           | 2           | 3           | 5           | 9           | 19          | 21          | 23          | Argent                                                                |
| Tension II - Label : BMG                     | 1                                                                      | 22          | 1           | 8           | 21          | 3           | 25          | 4           | 3           | 4           | -           | 4           | 6           | -           | 98          | 64          |                                                                       |
|                                              | Le sigle « N/D » signifie que les classements ne sont pas disponibles. |             |             |             |             |             |             |             |             |             |             |             |             |             |             |             |                                                                       |

### Album de Noël
| Album                                | Classements | Classements | Classements | Classements | Classements | Classements | Classements | Classements | Classements | Classements | Classements | Classements | Classements | Classements | Classements | Classements | Certifications |
| Album                                | AUS         | N-Z         | R-U         | IRL         | FRA         | ESP         | ITA         | SUI         | BE/W        | BE/F        | P-B         | ALL         | AUT         | SUE         | É-U         | CAN         | Certifications |
| ------------------------------------ | ----------- | ----------- | ----------- | ----------- | ----------- | ----------- | ----------- | ----------- | ----------- | ----------- | ----------- | ----------- | ----------- | ----------- | ----------- | ----------- | -------------- |
| Kylie Christmas - Label : Parlophone | 7           | —           | 12          | 11          | 76          | 31          | 59          | 51          | 53          | 23          | 41          | 34          | 46          | 39          | 184         | —           | Argent         |

### Albums Live
| Album                                                             | Classements | Classements | Classements | Classements | Classements | Classements | Classements | Classements | Classements | Classements | Classements | Classements | Classements | Classements | Classements | Classements | Certifications |
| Album                                                             | AUS         | N-Z         | R-U         | IRL         | FRA         | ESP         | ITA         | SUI         | BE/W        | BE/F        | P-B         | ALL         | AUT         | SUE         | É-U         | CAN         | Certifications |
| ----------------------------------------------------------------- | ----------- | ----------- | ----------- | ----------- | ----------- | ----------- | ----------- | ----------- | ----------- | ----------- | ----------- | ----------- | ----------- | ----------- | ----------- | ----------- | -------------- |
| Intimate and Live - Sortie : 30 novembre 1998                     | 28          | —           | —           | —           | —           | —           | —           | —           | —           | —           | —           | —           | —           | —           | —           | —           | Platine        |
| Showgirl - Sortie : 12 décembre 2005                              | —           | —           | —           | —           | —           | —           | —           | —           | —           | —           | —           | —           | —           | —           | —           | —           |                |
| Showgirl Homecoming Live - Sortie : 8 janvier 2007                | 28          | —           | 7           | —           | 113         | —           | —           | 55          | —           | 92          | —           | 59          | 55          | —           | —           | —           | Argent         |
| Live in New York - Sortie : 14 décembre 2009                      | —           | —           | —           | —           | —           | —           | —           | —           | —           | —           | —           | —           | —           | —           | —           | —           |                |
| Aphrodite Les Folies – Live in London - Sortie : 28 novembre 2011 | —           | —           | 72          | —           | 94          | 46          | —           | —           | —           | —           | —           | 48          | —           | —           | —           | —           |                |
| Kiss Me Once : Live at the SSE Hydro - Sortie : 9 mars 2015       | 97          | —           | 26          | 30          | —           | —           | —           | —           | 46          | 57          | 28          | 51          | —           | —           | —           | —           |                |
| Golden Live in Concert - Sortie : 6 décembre 2019                 | 13          | —           | 23          | —           | 121         | —           | —           | —           | 72          | 90          | —           | —           | —           | —           | —           | —           |                |
| Infinite Disco - Sortie : 8 avril 2022                            | 27          | —           | 40          | —           | 137         | 48          | —           | 72          | 22          | —           | —           | —           | —           | —           | —           | —           |                |

### Compilations
| Album                                                                 | Classements                                                            | Classements                     | Classements                     | Classements                     | Classements                     | Classements                     | Classements                     | Classements                     | Classements                     | Classements                     | Classements                     | Classements                     | Classements                     | Classements                     | Classements                     | Classements                     | Certifications            |
| Album                                                                 | AUS                                                                    | N-Z                             | R-U                             | IRL                             | FRA                             | ESP                             | ITA                             | SUI                             | BE/W                            | BE/F                            | P-B                             | ALL                             | AUT                             | SUE                             | É-U                             | CAN                             | Certifications            |
| --------------------------------------------------------------------- | ---------------------------------------------------------------------- | ------------------------------- | ------------------------------- | ------------------------------- | ------------------------------- | ------------------------------- | ------------------------------- | ------------------------------- | ------------------------------- | ------------------------------- | ------------------------------- | ------------------------------- | ------------------------------- | ------------------------------- | ------------------------------- | ------------------------------- | ------------------------- |
| Greatest Hits - Sortie : 24 août 1992                                 | 3                                                                      | 49                              | 1                               | N/D                             | 8                               | —                               | —                               | —                               | N/D                             | N/D                             | —                               | 81                              | —                               | —                               | —                               | —                               | Platine · Platine         |
| Hits+ - Sortie : 7 novembre 2000                                      | —                                                                      | —                               | 41                              | —                               | —                               | —                               | —                               | —                               | —                               | —                               | —                               | —                               | —                               | —                               | —                               | —                               | Argent                    |
| Confide in Me - Sortie : 12 novembre 2001                             | —                                                                      | —                               | —                               | —                               | —                               | —                               | —                               | —                               | —                               | —                               | —                               | —                               | —                               | —                               | —                               | —                               | Argent                    |
| Greatest Hits - Sortie : 18 novembre 2002                             | —                                                                      | —                               | 20                              | 37                              | 1                               | —                               | —                               | —                               | —                               | —                               | —                               | —                               | —                               | —                               | —                               | —                               | Platine                   |
| Artist Collection - Sortie : 20 septembre 2004                        | Sorti uniquement au Royaume-Uni                                        | Sorti uniquement au Royaume-Uni | Sorti uniquement au Royaume-Uni | Sorti uniquement au Royaume-Uni | Sorti uniquement au Royaume-Uni | Sorti uniquement au Royaume-Uni | Sorti uniquement au Royaume-Uni | Sorti uniquement au Royaume-Uni | Sorti uniquement au Royaume-Uni | Sorti uniquement au Royaume-Uni | Sorti uniquement au Royaume-Uni | Sorti uniquement au Royaume-Uni | Sorti uniquement au Royaume-Uni | Sorti uniquement au Royaume-Uni | Sorti uniquement au Royaume-Uni | Sorti uniquement au Royaume-Uni |                           |
| Ultimate Kylie - Sortie : 22 novembre 2004                            | 5                                                                      | 33                              | 4                               | 8                               | 24                              | 34                              | 42                              | 19                              | 35                              | 14                              | 37                              | 10                              | 15                              | 23                              | —                               | —                               | 4 × Platine · 3 × Platine |
| Confide in Me : The Irresistible Kylie - Sortie : 16 juillet 2007     | Sorti uniquement au Royaume-Uni                                        | Sorti uniquement au Royaume-Uni | Sorti uniquement au Royaume-Uni | Sorti uniquement au Royaume-Uni | Sorti uniquement au Royaume-Uni | Sorti uniquement au Royaume-Uni | Sorti uniquement au Royaume-Uni | Sorti uniquement au Royaume-Uni | Sorti uniquement au Royaume-Uni | Sorti uniquement au Royaume-Uni | Sorti uniquement au Royaume-Uni | Sorti uniquement au Royaume-Uni | Sorti uniquement au Royaume-Uni | Sorti uniquement au Royaume-Uni | Sorti uniquement au Royaume-Uni | Sorti uniquement au Royaume-Uni |                           |
| Hits - Sortie : 16 mars 2011                                          | Sorti uniquement en Asie                                               | Sorti uniquement en Asie        | Sorti uniquement en Asie        | Sorti uniquement en Asie        | Sorti uniquement en Asie        | Sorti uniquement en Asie        | Sorti uniquement en Asie        | Sorti uniquement en Asie        | Sorti uniquement en Asie        | Sorti uniquement en Asie        | Sorti uniquement en Asie        | Sorti uniquement en Asie        | Sorti uniquement en Asie        | Sorti uniquement en Asie        | Sorti uniquement en Asie        | Sorti uniquement en Asie        |                           |
| The Best of Kylie Minogue - Sortie : 4 juin 2012                      | 39                                                                     | —                               | 11                              | 22                              | 69                              | 26                              | 49                              | 63                              | 58                              | 45                              | —                               | 85                              | —                               | —                               | —                               | —                               | Argent                    |
| The Abbey Road Sessions - Sortie : 29 octobre 2012                    | 7                                                                      | 39                              | 2                               | 10                              | 24                              | 19                              | 23                              | 17                              | 31                              | 22                              | 24                              | 31                              | 53                              | —                               | 120                             | —                               | Or                        |
| Step Back in Time - The Definitive Collection - Sortie : 28 juin 2019 | 1                                                                      | 27                              | 1                               | 4                               | 45                              | 5                               | 32                              | 11                              | 25                              | 9                               | 23                              | 15                              | 21                              | —                               | —                               | —                               | Or                        |
|                                                                       | Le sigle « N/D » signifie que les classements ne sont pas disponibles. |                                 |                                 |                                 |                                 |                                 |                                 |                                 |                                 |                                 |                                 |                                 |                                 |                                 |                                 |                                 |                           |

### Albums de remixes
- 1989 : Kylie's Remixes Volume 1
- 1992 : Kylie's Remixes Volume 2
- 1993 : Kylie's Non-Stop History 50+1
- 1993 : Greatest Remix Hits 1
- 1993 : Greatest Remix Hits 2
- 1998 : Mixes
- 1998 : Impossible Remixes
- 1998 : Greatest Remix Hits 3
- 1998 : Greatest Remix Hits 4

## Singles

### Années 1980
| Année | Single                                  | Classements | Classements               | Classements               | Classements               | Classements               | Classements               | Classements               | Classements               | Classements               | Classements               | Classements               | Classements               | Classements               | Classements               | Classements               | Classements               | Album          |
| Année | Single                                  | AUS | N-Z                       | R-U                       | IRL                       | FRA                       | ESP                       | ITA                       | SUI                       | BE/W                      | BE/F                      | P-B                       | ALL                       | AUT                       | SUE                       | É-U                       | CAN                       | Album          |
| ----- | --------------------------------------- | --- | ------------------------- | ------------------------- | ------------------------- | ------------------------- | ------------------------- | ------------------------- | ------------------------- | ------------------------- | ------------------------- | ------------------------- | ------------------------- | ------------------------- | ------------------------- | ------------------------- | ------------------------- | -------------- |
| 1987  | The Loco-Motion                         | 1 | 8                         | 2                         | 1                         | 5                         | —                         | —                         | 2                         | N/D                       | 3                         | 9                         | 3                         | 3                         | —                         | 3                         | 1                         | Kylie          |
| 1987  | I Should Be So Lucky                    | 1 | 3                         | 1                         | 1                         | 4                         | 23                        | 23                        | 1                         | N/D                       | 28                        | 12                        | 1                         | 4                         | 13                        | 28                        | 25                        | Kylie          |
| 1988  | Got to Be Certain                       | 1 | 2                         | 2                         | 4                         | 9                         | —                         | 37                        | 8                         | N/D                       | 17                        | 40                        | 6                         | —                         | 19                        | —                         | —                         | Kylie          |
| 1988  | Je ne sais pas pourquoi                 | 16 | 9                         | 2                         | 2                         | 15                        | —                         | —                         | 24                        | N/D                       | 27                        | 43                        | 14                        | —                         | —                         | —                         | —                         | Kylie          |
| 1988  | It's No Secret                          | X | 47                        | X                         | X                         | X                         | X                         | X                         | X                         | X                         | X                         | X                         | X                         | X                         | X                         | 37                        | 44                        | Kylie          |
| 1988  | Turn It into Love                       | Sorti uniquement au Japon | Sorti uniquement au Japon | Sorti uniquement au Japon | Sorti uniquement au Japon | Sorti uniquement au Japon | Sorti uniquement au Japon | Sorti uniquement au Japon | Sorti uniquement au Japon | Sorti uniquement au Japon | Sorti uniquement au Japon | Sorti uniquement au Japon | Sorti uniquement au Japon | Sorti uniquement au Japon | Sorti uniquement au Japon | Sorti uniquement au Japon | Sorti uniquement au Japon | Kylie          |
| 1988  | Especially for You (avec Jason Donovan) | 2 | 2                         | 1                         | 1                         | 3                         | 15                        | —                         | 2                         | N/D                       | 5                         | 4                         | 10                        | 12                        | 12                        | —                         | —                         | Enjoy Yourself |
| 1989  | Hand on Your Heart                      | 4 | 15                        | 1                         | 1                         | 8                         | 6                         | —                         | 6                         | N/D                       | 6                         | 17                        | 17                        | —                         | 17                        | —                         | —                         | Enjoy Yourself |
| 1989  | Wouldn't Change a Thing                 | 6 | 21                        | 2                         | —                         | 19                        | 19                        | —                         | 27                        | N/D                       | 5                         | 43                        | 24                        | —                         | —                         | —                         | —                         | Enjoy Yourself |
| 1989  | Never Too Late                          | 14 | 27                        | 4                         | 1                         | 26                        | 11                        | —                         | 23                        | N/D                       | 4                         | 20                        | 45                        | —                         | —                         | —                         | —                         | Enjoy Yourself |
| 1989  | Tears on My Pillow                      | 20 | 33                        | 1                         | 2                         | —                         | 14                        | —                         | —                         | N/D                       | 9                         | 20                        | 31                        | —                         | —                         | —                         | —                         | Enjoy Yourself |
|       |                                         | Le sigle « N/D » signifie que les classements ne sont pas disponibles. Le sigle « X » signifie que le titre n'est pas sorti en single dans ce pays. |                           |                           |                           |                           |                           |                           |                           |                           |                           |                           |                           |                           |                           |                           |                           |                |

### Années 1990
| Année | Single                                                       | Classements                                                            | Classements | Classements                                          | Classements                                          | Classements                                               | Classements                                               | Classements                                               | Classements                                               | Classements                                               | Classements                                               | Classements                                               | Classements                                               | Classements                                               | Classements                                               | Classements                                               | Classements                                               | Album               |
| Année | Single                                                       | AUS                                                                    | N-Z         | R-U                                                  | IRL                                                  | FRA                                                       | ESP                                                       | ITA                                                       | SUI                                                       | BE/W                                                      | BE/F                                                      | P-B                                                       | ALL                                                       | AUT                                                       | SUE                                                       | É-U                                                       | CAN                                                       | Album               |
| ----- | ------------------------------------------------------------ | ---------------------------------------------------------------------- | ----------- | ---------------------------------------------------- | ---------------------------------------------------- | --------------------------------------------------------- | --------------------------------------------------------- | --------------------------------------------------------- | --------------------------------------------------------- | --------------------------------------------------------- | --------------------------------------------------------- | --------------------------------------------------------- | --------------------------------------------------------- | --------------------------------------------------------- | --------------------------------------------------------- | --------------------------------------------------------- | --------------------------------------------------------- | ------------------- |
| 1990  | Better the Devil You Know                                    | 4                                                                      | 27          | 2                                                    | 4                                                    | 13                                                        | 12                                                        | —                                                         | 21                                                        | N/D                                                       | 5                                                         | 16                                                        | 24                                                        | 27                                                        | 13                                                        | —                                                         | —                                                         | Rhythm of Love      |
| 1990  | Step Back in Time                                            | 5                                                                      | 21          | 4                                                    | 4                                                    | 23                                                        | 6                                                         | —                                                         | 29                                                        | N/D                                                       | 11                                                        | 36                                                        | 36                                                        | —                                                         | 19                                                        | —                                                         | —                                                         | Rhythm of Love      |
| 1991  | What Do I Have to Do?                                        | 11                                                                     | —           | 6                                                    | 7                                                    | 50                                                        | —                                                         | —                                                         | —                                                         | N/D                                                       | 15                                                        | 81                                                        | 48                                                        | —                                                         | —                                                         | —                                                         | —                                                         | Rhythm of Love      |
| 1991  | Shocked                                                      | 7                                                                      | —           | 6                                                    | —                                                    | —                                                         | —                                                         | —                                                         | —                                                         | N/D                                                       | 18                                                        | —                                                         | —                                                         | 20                                                        | —                                                         | —                                                         | —                                                         | Rhythm of Love      |
| 1991  | Word Is Out                                                  | 10                                                                     | —           | 16                                                   | 8                                                    | —                                                         | —                                                         | —                                                         | —                                                         | N/D                                                       | —                                                         | —                                                         | —                                                         | 37                                                        | —                                                         | —                                                         | —                                                         | Let's Get to It     |
| 1991  | If You Were with Me Now (avec Keith Washington)              | 23                                                                     | —           | 4                                                    | 7                                                    | —                                                         | —                                                         | —                                                         | —                                                         | N/D                                                       | 31                                                        | 56                                                        | 61                                                        | —                                                         | —                                                         | —                                                         | —                                                         | Let's Get to It     |
| 1991  | Keep on Pumpin' It (avec Visionmasters)                      | —                                                                      | —           | 49                                                   | —                                                    | —                                                         | —                                                         | —                                                         | —                                                         | N/D                                                       | —                                                         | —                                                         | —                                                         | —                                                         | —                                                         | —                                                         | —                                                         |                     |
| 1992  | Give Me Just a Little More Time                              | 24                                                                     | —           | 2                                                    | 6                                                    | —                                                         | —                                                         | —                                                         | —                                                         | N/D                                                       | 13                                                        | 60                                                        | 51                                                        | —                                                         | —                                                         | —                                                         | —                                                         | Let's Get to It     |
| 1992  | Finer Feelings                                               | 60                                                                     | —           | 11                                                   | 16                                                   | —                                                         | —                                                         | —                                                         | —                                                         | N/D                                                       | —                                                         | —                                                         | —                                                         | —                                                         | —                                                         | —                                                         | —                                                         | Let's Get to It     |
| 1992  | What Kind of Fool (Heard All That Before)                    | 17                                                                     | —           | 14                                                   | 22                                                   | —                                                         | —                                                         | —                                                         | —                                                         | N/D                                                       | 36                                                        | —                                                         | 81                                                        | —                                                         | —                                                         | —                                                         | —                                                         | Greatest Hits       |
| 1992  | Celebration                                                  | 21                                                                     | —           | 20                                                   | 11                                                   | —                                                         | —                                                         | —                                                         | —                                                         | N/D                                                       | 26                                                        | —                                                         | —                                                         | —                                                         | —                                                         | —                                                         | —                                                         | Greatest Hits       |
| 1994  | Confide in Me                                                | 1                                                                      | 12          | 2                                                    | 12                                                   | 10                                                        | —                                                         | —                                                         | 20                                                        | N/D                                                       | 20                                                        | 38                                                        | 50                                                        | —                                                         | 30                                                        | —                                                         | —                                                         | Kylie Minogue       |
| 1994  | Put Yourself in My Place                                     | 11                                                                     | —           | 11                                                   | —                                                    | —                                                         | —                                                         | —                                                         | —                                                         | N/D                                                       | —                                                         | —                                                         | 87                                                        | —                                                         | —                                                         | —                                                         | —                                                         | Kylie Minogue       |
| 1995  | Where Is the Feeling?                                        | 31                                                                     | —           | 16                                                   | —                                                    | —                                                         | —                                                         | —                                                         | —                                                         | N/D                                                       | —                                                         | —                                                         | —                                                         | —                                                         | —                                                         | —                                                         | —                                                         | Kylie Minogue       |
| 1995  | Where the Wild Roses Grow (avec Nick Cave and the Bad Seeds) | 2                                                                      | 11          | 11                                                   | 6                                                    | 37                                                        | —                                                         | 18                                                        | 11                                                        | 8                                                         | 3                                                         | 9                                                         | 12                                                        | 4                                                         | 3                                                         | —                                                         | —                                                         | Murder Ballads      |
| 1997  | Some Kind of Bliss                                           | 27                                                                     | 46          | 22                                                   | —                                                    | —                                                         | —                                                         | —                                                         | —                                                         | —                                                         | —                                                         | —                                                         | —                                                         | —                                                         | —                                                         | —                                                         | —                                                         | Impossible Princess |
| 1997  | Did It Again                                                 | 15                                                                     | —           | 14                                                   | —                                                    | —                                                         | —                                                         | —                                                         | —                                                         | —                                                         | —                                                         | —                                                         | —                                                         | —                                                         | —                                                         | —                                                         | —                                                         | Impossible Princess |
| 1998  | Breathe                                                      | 23                                                                     | —           | 14                                                   | —                                                    | —                                                         | 13                                                        | —                                                         | —                                                         | —                                                         | —                                                         | —                                                         | —                                                         | —                                                         | —                                                         | —                                                         | —                                                         | Impossible Princess |
| 1998  | Cowboy Style                                                 | 39                                                                     | —           | Sorti uniquement en Australie et en Nouvelle-Zélande | Sorti uniquement en Australie et en Nouvelle-Zélande | Sorti uniquement en Australie et en Nouvelle-Zélande      | Sorti uniquement en Australie et en Nouvelle-Zélande      | Sorti uniquement en Australie et en Nouvelle-Zélande      | Sorti uniquement en Australie et en Nouvelle-Zélande      | Sorti uniquement en Australie et en Nouvelle-Zélande      | Sorti uniquement en Australie et en Nouvelle-Zélande      | Sorti uniquement en Australie et en Nouvelle-Zélande      | Sorti uniquement en Australie et en Nouvelle-Zélande      | Sorti uniquement en Australie et en Nouvelle-Zélande      | Sorti uniquement en Australie et en Nouvelle-Zélande      | Sorti uniquement en Australie et en Nouvelle-Zélande      | Sorti uniquement en Australie et en Nouvelle-Zélande      | Impossible Princess |
| 1998  | GBI: German Bold Italic (avec Towa Tei)                      | 50                                                                     | —           | 63                                                   | —                                                    | Sorti uniquement au Japon, en Australie et au Royaume-Uni | Sorti uniquement au Japon, en Australie et au Royaume-Uni | Sorti uniquement au Japon, en Australie et au Royaume-Uni | Sorti uniquement au Japon, en Australie et au Royaume-Uni | Sorti uniquement au Japon, en Australie et au Royaume-Uni | Sorti uniquement au Japon, en Australie et au Royaume-Uni | Sorti uniquement au Japon, en Australie et au Royaume-Uni | Sorti uniquement au Japon, en Australie et au Royaume-Uni | Sorti uniquement au Japon, en Australie et au Royaume-Uni | Sorti uniquement au Japon, en Australie et au Royaume-Uni | Sorti uniquement au Japon, en Australie et au Royaume-Uni | Sorti uniquement au Japon, en Australie et au Royaume-Uni | Sound Museum        |
|       |                                                              | Le sigle « N/D » signifie que les classements ne sont pas disponibles. |             |                                                      |                                                      |                                                           |                                                           |                                                           |                                                           |                                                           |                                                           |                                                           |                                                           |                                                           |                                                           |                                                           |                                                           |                     |

### Années 2000
| Année | Single                           | Classements                          | Classements                          | Classements                          | Classements                          | Classements                          | Classements                          | Classements                          | Classements                          | Classements                          | Classements                          | Classements                          | Classements                          | Classements                          | Classements                          | Classements               | Classements               | Album          |
| Année | Single                           | AUS                                  | N-Z                                  | R-U                                  | IRL                                  | FRA                                  | ESP                                  | ITA                                  | SUI                                  | BE/W                                 | BE/F                                 | P-B                                  | ALL                                  | AUT                                  | SUE                                  | É-U                       | CAN                       | Album          |
| ----- | -------------------------------- | ------------------------------------ | ------------------------------------ | ------------------------------------ | ------------------------------------ | ------------------------------------ | ------------------------------------ | ------------------------------------ | ------------------------------------ | ------------------------------------ | ------------------------------------ | ------------------------------------ | ------------------------------------ | ------------------------------------ | ------------------------------------ | ------------------------- | ------------------------- | -------------- |
| 2000  | Spinning Around                  | 1                                    | 2                                    | 1                                    | 4                                    | 28                                   | —                                    | —                                    | 34                                   | 39                                   | 35                                   | 31                                   | 62                                   | —                                    | 42                                   | —                         | —                         | Light Years    |
| 2000  | On a Night Like This             | 1                                    | 34                                   | 2                                    | 16                                   | 69                                   | —                                    | —                                    | 51                                   | —                                    | 29                                   | 64                                   | 72                                   | —                                    | 31                                   | —                         | —                         | Light Years    |
| 2000  | Kids (avec Robbie Williams)      | 14                                   | 5                                    | 2                                    | 9                                    | —                                    | —                                    | 29                                   | 35                                   | —                                    | 38                                   | 24                                   | 47                                   | —                                    | 31                                   | —                         | —                         | Light Years    |
| 2000  | Please Stay                      | 15                                   | —                                    | 10                                   | —                                    | —                                    | —                                    | —                                    | —                                    | —                                    | —                                    | 69                                   | —                                    | —                                    | 47                                   | —                         | —                         | Light Years    |
| 2001  | Your Disco Needs You             | 20                                   | —                                    | —                                    | —                                    | —                                    | —                                    | —                                    | 27                                   | —                                    | —                                    | —                                    | 31                                   | 70                                   | —                                    | —                         | —                         | Light Years    |
| 2001  | Can't Get You Out of My Head     | 1                                    | 1                                    | 1                                    | 1                                    | 1                                    | 1                                    | 1                                    | 1                                    | 1                                    | 1                                    | 1                                    | 1                                    | 1                                    | 1                                    | 7                         | —                         | Fever          |
| 2002  | In Your Eyes                     | 1                                    | 18                                   | 3                                    | 6                                    | 24                                   | 7                                    | 7                                    | 8                                    | 11                                   | 18                                   | 15                                   | 18                                   | 22                                   | 20                                   | —                         | —                         | Fever          |
| 2002  | Love at First Sight              | 3                                    | 9                                    | 2                                    | 7                                    | 33                                   | 7                                    | 8                                    | 22                                   | 28                                   | 25                                   | 22                                   | 16                                   | 29                                   | 36                                   | 23                        | —                         | Fever          |
| 2002  | Come into My World               | 4                                    | 20                                   | 8                                    | 11                                   | 78                                   | 15                                   | 13                                   | 66                                   | —                                    | 35                                   | 35                                   | 47                                   | 59                                   | —                                    | 91                        | —                         | Fever          |
| 2003  | Slow                             | 1                                    | 9                                    | 1                                    | 5                                    | 45                                   | 1                                    | 6                                    | 18                                   | 26                                   | 9                                    | 13                                   | 8                                    | 20                                   | 16                                   | 91                        | —                         | Body Language  |
| 2004  | Red Blooded Woman                | 4                                    | 19                                   | 5                                    | 9                                    | 33                                   | 8                                    | 10                                   | 15                                   | 20                                   | 29                                   | 21                                   | 16                                   | 23                                   | 28                                   | —                         | —                         | Body Language  |
| 2004  | Chocolate                        | 14                                   | —                                    | 6                                    | 26                                   | 69                                   | —                                    | 14                                   | 53                                   | —                                    | —                                    | 45                                   | 43                                   | 58                                   | —                                    | —                         | —                         | Body Language  |
| 2004  | I Believe in You                 | 6                                    | 29                                   | 2                                    | 9                                    | 35                                   | 5                                    | 11                                   | 6                                    | 20                                   | 13                                   | 14                                   | 12                                   | 4                                    | 16                                   | —                         | —                         | Ultimate Kylie |
| 2005  | Giving You Up                    | 8                                    | —                                    | 6                                    | 20                                   | —                                    | 6                                    | 23                                   | 40                                   | —                                    | 25                                   | 23                                   | 27                                   | 45                                   | —                                    | —                         | —                         | Ultimate Kylie |
| 2005  | Sometime Samurai (avec Towa Tei) | Sorti uniquement au Japon            | Sorti uniquement au Japon            | Sorti uniquement au Japon            | Sorti uniquement au Japon            | Sorti uniquement au Japon            | Sorti uniquement au Japon            | Sorti uniquement au Japon            | Sorti uniquement au Japon            | Sorti uniquement au Japon            | Sorti uniquement au Japon            | Sorti uniquement au Japon            | Sorti uniquement au Japon            | Sorti uniquement au Japon            | Sorti uniquement au Japon            | Sorti uniquement au Japon | Sorti uniquement au Japon | Flash          |
| 2007  | 2 Hearts                         | 1                                    | 34                                   | 4                                    | 12                                   | 15                                   | 1                                    | 2                                    | 10                                   | 25                                   | 25                                   | 29                                   | 13                                   | 14                                   | 3                                    | —                         | 60                        | X              |
| 2008  | Wow                              | 11                                   | —                                    | 5                                    | 10                                   | 15                                   | —                                    | —                                    | 51                                   | —                                    | 37                                   | 36                                   | 41                                   | 73                                   | 32                                   | —                         | —                         | X              |
| 2008  | In My Arms                       | 35                                   | —                                    | 10                                   | 15                                   | 10                                   | —                                    | —                                    | 10                                   | 11                                   | 10                                   | 33                                   | 8                                    | 16                                   | 15                                   | —                         | —                         | X              |
| 2008  | The One                          | —                                    | —                                    | 36                                   | —                                    | —                                    | —                                    | —                                    | —                                    | —                                    | —                                    | —                                    | —                                    | —                                    | —                                    | —                         | —                         | X              |
| 2008  | All I See                        | Sorti uniquement en Amérique du Nord | Sorti uniquement en Amérique du Nord | Sorti uniquement en Amérique du Nord | Sorti uniquement en Amérique du Nord | Sorti uniquement en Amérique du Nord | Sorti uniquement en Amérique du Nord | Sorti uniquement en Amérique du Nord | Sorti uniquement en Amérique du Nord | Sorti uniquement en Amérique du Nord | Sorti uniquement en Amérique du Nord | Sorti uniquement en Amérique du Nord | Sorti uniquement en Amérique du Nord | Sorti uniquement en Amérique du Nord | Sorti uniquement en Amérique du Nord | —                         | 81                        | X              |

### Années 2010
| Année | Single                                            | Classements | Classements | Classements | Classements | Classements | Classements | Classements | Classements | Classements | Classements | Classements | Classements | Classements | Classements | Classements | Classements | Album                                        |
| Année | Single                                            | AUS         | N-Z         | R-U         | IRL         | FRA         | ESP         | ITA         | SUI         | BE/W        | BE/F        | P-B         | ALL         | AUT         | SUE         | É-U         | CAN         | Album                                        |
| ----- | ------------------------------------------------- | ----------- | ----------- | ----------- | ----------- | ----------- | ----------- | ----------- | ----------- | ----------- | ----------- | ----------- | ----------- | ----------- | ----------- | ----------- | ----------- | -------------------------------------------- |
| 2010  | All the Lovers                                    | 13          | —           | 3           | 6           | 3           | 6           | 6           | 6           | 8           | 10          | 61          | 10          | 5           | 33          | —           | 72          | Aphrodite                                    |
| 2010  | Get Outta My Way                                  | —           | —           | 12          | —           | 29          | 11          | —           | 61          | —           | —           | —           | 41          | 61          | —           | —           | —           | Aphrodite                                    |
| 2010  | Better than Today                                 | —           | —           | 32          | —           | 63          | —           | —           | —           | —           | —           | —           | —           | —           | —           | —           | —           | Aphrodite                                    |
| 2010  | Higher (avec Taio Cruz)                           | 25          | 5           | 8           | 7           | 7           | 16          | —           | 4           | 9           | 12          | —           | 3           | 3           | 18          | —           | 13          | Rokstarr                                     |
| 2012  | Timebomb                                          | 12          | 33          | 31          | 26          | 46          | 20          | —           | —           | 49          | 43          | 44          | 56          | 58          | —           | —           | 73          |                                              |
| 2012  | Flower                                            | —           | —           | 96          | —           | —           | —           | —           | —           | —           | —           | 51          | —           | —           | —           | —           | —           | The Abbey Road Sessions                      |
| 2013  | Limpido (avec Laura Pausini)                      | —           | —           | —           | —           | —           | —           | 1           | 66          | —           | —           | —           | —           | —           | —           | —           | —           | 20 - The Greatest Hits                       |
| 2014  | Into the Blue                                     | 46          | —           | 12          | 9           | 47          | 16          | —           | 32          | —           | —           | —           | 31          | 37          | —           | —           | —           | Kiss Me Once                                 |
| 2014  | I Was Gonna Cancel                                | —           | —           | 59          | —           | —           | —           | —           | —           | —           | —           | —           | —           | —           | —           | —           | —           | Kiss Me Once                                 |
| 2014  | Crystallize                                       | —           | —           | 60          | 88          | 139         | 44          | —           | —           | —           | —           | —           | —           | —           | —           | —           | —           |                                              |
| 2015  | Right Here, Right Now (avec Giorgio Moroder)      | —           | —           | —           | —           | 147         | —           | —           | —           | —           | —           | —           | —           | —           | —           | —           | —           | Déjà vu                                      |
| 2015  | Only You (avec James Corden)                      | —           | —           | —           | —           | —           | —           | —           | —           | —           | —           | —           | —           | —           | —           | —           | —           | Kylie Christmas                              |
| 2015  | 100 Degrees (avec Dannii Minogue)                 | —           | —           | —           | —           | —           | —           | —           | —           | —           | —           | —           | —           | —           | —           | —           | —           | Kylie Christmas                              |
| 2015  | Every Day's Like Christmas                        | —           | —           | —           | —           | —           | —           | —           | —           | —           | —           | —           | —           | —           | —           | —           | —           | Kylie Christmas                              |
| 2016  | At Christmas                                      | —           | —           | —           | —           | —           | —           | —           | —           | —           | —           | —           | —           | —           | —           | —           | —           | Kylie Christmas: Snow Queen Edition          |
| 2016  | Wonderful Christmastime (avec Mika)               | —           | —           | —           | —           | —           | —           | —           | —           | —           | —           | —           | —           | —           | —           | —           | —           | Kylie Christmas: Snow Queen Edition          |
| 2018  | Dancing                                           | 46          | —           | 38          | —           | 23          | —           | —           | —           | —           | —           | —           | 71          | —           | —           | —           | —           | Golden                                       |
| 2018  | Stop Me from Falling                              | —           | —           | 52          | —           | 111         | —           | —           | —           | —           | —           | —           | —           | —           | —           | —           | —           | Golden                                       |
| 2018  | Golden                                            | —           | —           | —           | —           | —           | —           | —           | —           | —           | —           | —           | —           | —           | —           | —           | —           | Golden                                       |
| 2018  | A Lifetime to Repair                              | —           | —           | —           | —           | —           | —           | —           | —           | —           | —           | —           | —           | —           | —           | —           | —           | Golden                                       |
| 2018  | Music's Too Sad Without You (avec Jack Savoretti) | —           | —           | —           | —           | —           | —           | —           | —           | —           | —           | —           | —           | —           | —           | —           | —           | Golden                                       |
| 2018  | Sincerely Yours                                   | —           | —           | —           | —           | —           | —           | —           | —           | —           | —           | —           | —           | —           | —           | —           | —           | Golden                                       |
| 2018  | Santa Baby                                        | 44          | —           | 31          | 52          | —           | —           | —           | 57          | —           | —           | 46          | 23          | 27          | —           | —           | —           | A Kylie Christmas                            |
| 2019  | New York City                                     | —           | —           | —           | —           | 91          | —           | —           | —           | —           | —           | —           | —           | —           | —           | —           | —           | Step Back in Time: The Definitive Collection |
| 2019  | On oublie le reste (avec Jenifer)                 | —           | —           | —           | —           | 9           | —           | —           | —           | —           | —           | —           | —           | —           | —           | —           | —           | Nouvelle Page                                |

### Années 2020
| Année | Single                                            | Classements | Classements | Classements | Classements | Classements | Classements | Classements | Classements | Classements | Classements | Classements | Classements | Classements | Classements | Classements | Classements | Album                     |
| Année | Single                                            | AUS         | N-Z         | R-U         | IRL         | FRA         | ESP         | ITA         | SUI         | BE/W        | BE/F        | P-B         | ALL         | AUT         | SUE         | É-U         | CAN         | Album                     |
| ----- | ------------------------------------------------- | ----------- | ----------- | ----------- | ----------- | ----------- | ----------- | ----------- | ----------- | ----------- | ----------- | ----------- | ----------- | ----------- | ----------- | ----------- | ----------- | ------------------------- |
| 2020  | Say Something                                     | —           | —           | 56          | —           | —           | —           | —           | —           | —           | —           | —           | —           | —           | —           | —           | —           | Disco                     |
| 2020  | Magic                                             | —           | —           | 53          | —           | —           | —           | —           | —           | 19          | —           | —           | —           | —           | —           | —           | —           | Disco                     |
| 2020  | Real Groove                                       | —           | —           | 95          | —           | —           | —           | —           | —           | —           | —           | —           | —           | —           | —           | —           | —           | Disco                     |
| 2021  | A Second to Midnight (avec Years & Years)         | —           | —           | —           | —           | —           | —           | —           | —           | —           | —           | —           | —           | —           | —           | —           | —           | Disco: Guest List Edition |
| 2021  | Kiss of Life (avec Jessie Ware)                   | —           | —           | —           | —           | —           | —           | —           | —           | —           | —           | —           | —           | —           | —           | —           | —           | Disco: Guest List Edition |
| 2023  | Padam Padam                                       | 19          | —           | 8           | 7           | —           | —           | —           | —           | —           | 26          | 40          | —           | —           | —           | —           | 98          | Tension                   |
| 2023  | Tension                                           | 46          | —           | 19          | 34          | —           | —           | —           | —           | —           | —           | —           | —           | —           | —           | —           | —           | Tension                   |
| 2023  | Hold on to Now                                    | —           | —           | 81          | —           | —           | —           | —           | —           | —           | —           | —           | —           | —           | —           | —           | —           | Tension                   |
| 2024  | Dance Alone (avec Sia)                            | —           | —           | 60          | —           | —           | —           | —           | —           | —           | —           | —           | —           | —           | —           | —           | —           | Tension II                |
| 2024  | Midnight Ride (avec Orville Peck et Diplo)        | —           | —           | 81          | —           | —           | —           | —           | —           | —           | —           | —           | —           | —           | —           | —           | —           | Tension II                |
| 2024  | My Oh My (avec Bebe Rexha et Tove Lo)             | —           | —           | —           | —           | —           | —           | —           | —           | —           | —           | —           | —           | —           | —           | —           | —           | Tension II                |
| 2024  | Edge of Saturday Night (avec The Blessed Madonna) | —           | —           | —           | —           | —           | —           | —           | —           | —           | —           | —           | —           | —           | —           | —           | —           | Tension II                |
| 2024  | Lights Camera Action                              | —           | —           | —           | —           | —           | —           | —           | —           | —           | —           | —           | —           | —           | —           | —           | —           | Tension II                |